# Heath Miller (worstelaar)
Heath Miller (Pineville (West Virginia), 15 juli 1983), beter bekend als Heath Slater of kortweg Heath, is een Amerikaans professioneel worstelaar die sinds 2020 actief is in Impact Wrestling. Heath is best bekend van zijn tijd bij WWE. Hij stond samen met Drew McIntyre en Jinder Mahal bekend als 3MB.
Heath begon zijn carrière in 2004 bij World Wrestling Alliance (WWA4). 2 jaar later tekende hij een opleidingscontract met Deep South Wrestling (DSW), een voormalige opleidingscentrum van WWE. Later in 2007, werd hij verwezen naar Florida Championship Wrestling (FCW), ook een voormalige opleidingscentrum. Heath is in WWE een 4-voudig WWE Tag Team Champion, waarvan drie keer keer met Justin Gabriel als lid van The Nexus en een keer met Rhyno.
Nadat Heath vrijgegeven werd van zijn contract op 15 april 2020, vanwege budgetverlaging door het coronapandemie, debuteerde hij op 18 juli 2020 bij het evenement Slammiversary bij de toenmalige rivaliserende promotie van WWE, Impact Wrestling. Rhino werkte vanaf 2019 al in Impact en de twee zette hun team voort bij de promotie. Sindsdien werkt Heath, ook met Rhino, in het onafhankelijke worstelcircuit.

## In het worstelen
- Finishers
  - Hangman's neckbreaker
  - Sweetness (Jumping Russian legsweep)

- Signature moves
  - Flapjack
  - Spinning spinebuster

- Managers
  - Christian

- Bijnamen
  - "The Thriller"
  - "Handsome"
  - "The One Man Rock Band"

## Prestaties
- Figure Wrestling Federation
  - FWF Interstate Championship (1 keer)[4]
- Florida Championship Wrestling
  - FCW Florida Heavyweight Championship (1 keer)[4]
  - FCW Southern Heavyweight Championship (1 keer)[4]
  - FCW Florida Tag Team Championship (1 keer) – met Joe Hennig[4]
- Georgia Championship Wrestling
  - GCW Columbus Championship (1 keer)[4]
- Impact Wrestling
  - Moment of the Year (2020) – debuteerde op Impact bij Slammiversary
- Insane Wrestling Revolution
  - IWR World Tag Team Championship (1 keer) – met Rhino[4]
- Pro Wrestling Illustrated
  - Feud of the Year (2010) The Nexus vs. WWE
  - Most Hated Wrestler of the Year (2010) als lid van The Nexus
  - Gerangschikt op #66 van de top 500 singles worstelaars in de PWI 500 in 2011[5]
- Rolling Stone
  - Gerangschikt op #7 van de 10 best WWE-worstelaars van 2016[6]
- Squared Circle Expo
  - SCX Tag Team Championship (1 keer) - met Rhino
- World Wrestling Entertainment
  - WWE 24/7 Championship (1 keer)[4]
  - WWE Tag Team Championship (3 keer) – met Justin Gabriel[4]
  - WWE SmackDown Tag Team Championship (1 keer) – met Rhyno[4]
  - WWE SmackDown Tag Team Championship Tournament (2016) – met Rhyno
  - Slammy Award voor Shocker of the Year (2010) Debuut van The Nexus
- Xtreme Intense Championship Wrestling
  - XICW Tag Team Championship (1 keer) – met Rhino[4]